# داواناگیری
داواناگیری
شهر داواناگیری (به انگلیسی: Davanagere) با جمعیت ۴۵۳٫۲۹۷ نفر در ایالت کارناتاکا در کشور هند واقع شده‌است.